# コーンウォール語復興
コーンウォール語復興（コーンウォールごふっこう、コーンウォール語: dasserghyans Kernowek）は、イギリス、コーンウォールのコーンウォール語の使用を復興するための進行中の過程である。コーンウォール語の消失は13世紀に加速し始めたが、その低下は4世紀と5世紀のアングロサクソン人勢力の拡大と共に始まった。伝統的な形式のコーンウォール語の完全な知識を持つ報告された最後の人物であるJohn Daveyは1891年に死亡した。復興運動は（既に消滅していた）コーンウォール語に対する好古家と学術的関心の結果、そしてケルト復興運動の結果として19世紀末に開始した。2009年、UNESCOはコーンウォール語の分類を「消滅」から「極めて深刻」に変更した。これはコーンウォール語復興の記念碑的出来事として見られる。

## 復興

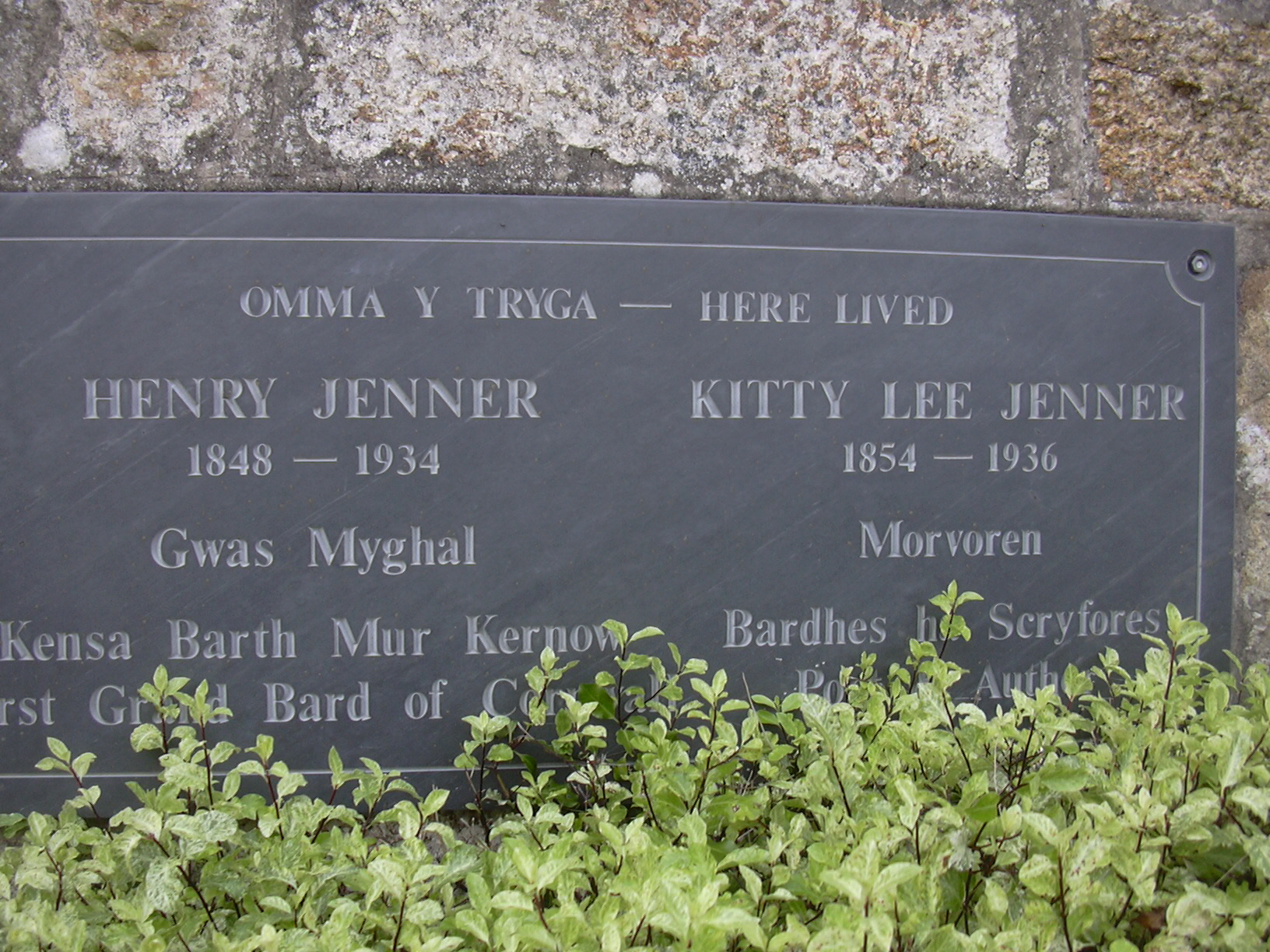
2か国語の碑文が刻まれたヘンリー・ジェンナーの自宅にある追悼碑。

19世紀、コーンウォール語は好古家の興味の対象であり、この対象について数多くの講義が成され、それに関する論説が出版された。1904年、ケルト語学者でコーンウォール文化活動家ヘンリー・ジェンナーが『A Handbook of the Cornish Language』を出版した。この本の出版はしばしば現在の復興運動の始まりであると見なされている。この本における綴りはコーンウォール語が地域社会で用いられている言語だった18世紀に使用されていた綴りに基づいた。

### 統一コーンウォール語
コーンウォール語の綴りを法典化し、復興した言語のための正規の正書法を提供するための最初の計画は、ロバート・モートン・ナンスのものだった。ナンスはその作業結果を1929年の『Cornish for All』にまとめた。末期コーンウォール語に基づいたジェンナーの仕事とは異なり、統一コーンウォール語と呼ばれるナンスの正書法は主に14正規から15正規の中期コーンウォール語に基づいていた。ナンスは、この時期がコーンウォール文学の最高点であると考えていた。標準化された綴り体系を提示するとともに、ナンスはブルトン語とウェールズ語に大部分基づいた形式を持つ実際の用例が存在する語彙の拡張も行い、1938年に統一コーンウォール語の辞書を出版した。ナンスの純粋主義者的なアプローチは、中英語と初期近代英語から派生した歴史的により近年の形式よりもよい古い「ケルト的」な形式を優先した。
ナンスの仕事は復興したコーンウォール語の基礎となり、彼の正書法は20世紀の大半にわたって使用された唯一の正書法であった。しかしながら、文語コーンウォール語から口語コーンウォール語へと焦点が移るにつれ、ナンスの堅苦しく古風な定式化は口語コーンウォール語の復興には不適と見られた。また、ナンスの音韻論は、後の研究で伝統的なコーンウォール語に存在したはずであることが示されたいくつかの区別を欠いていた。統一コーンウォール語は今でも、その欠点は認めながらも復興の最初の数十年間にそれが役立ったと感じている一部の話者によって使われている。

### ケルネウェク・ケンミン
1986年、統一コーンウォール語への不満に応えて、ケン・ジョージはコーンウォール語の音の研究に着手し、彼の研究に基づいて新たな正書法「Kernewek Kemmyn（ケルネウェク・ケンミン; 共通コーンウォール語）」を考案した。統一コーンウォール語と同様に、ケルネウェク・ケンミンは中期コーンウォール語の基礎を保持していたが、できる限り音素的であることを目指した正書法を組み入れた。ジョージは、音と文書との間のこのより格段に密接な関係がコーンウォール語を教えることと学習をよりずっと容易にする、と主張した。
1987年、1年間の議論の後、ケスヴァ・アン・タヴェス・ケルンネウェク（コーンウォール語委員会）はその採用に合意した。コーンウォール語委員会によるその採用はコーンウォール語コミュニティに分裂を招いた。これは、人々がナンスの古い体系を長年使用しており、新しい正書法に不慣れだったためである。新たな正書法はコーンウォール語話者の大半（およそ55–80%と見積られる）によって採用されたが、様々な理由でニコラス・ウィリアムズやジョン・ミルズ、その他新たな正書法が伝統的なコーンウォール語の綴りの慣習と違い過ぎると感じた人々によって批判された。

### 修正統一コーンウォール語
1995年、ケルネウェク・ケンミンそれ自身がニコラス・ウィリアムズの挑戦を受けた。著書『Cornish Today』の中で、ウィリアムズはケルネウェク・ケンミンに26の欠陥と思われることを列挙した。代替として、ウィリアムズは修正統一コーンウォール語（Unified Cornish Revised、UCR）と呼ばれる統一コーンウォール語の改訂版を考案、提唱した。UCRは統一コーンウォール語の上に築かれており、中世の諸機関の正書法の慣習とできる限り近い関係を保ちながら、綴りは規則的なものにされた。ケルネウェク・ケンミンと共通して、UCRはナンスが利用できなかったチューダー朝時代の末期コーンウォール語の散文資料を利用した。修正統一コーンウォール語の包括的な英語-コーンウォール語辞書は2000年に出版され、重版するのに十分なほど販売された。『Cornish Today』における批判への反応はすぐにケン・ジョージとポール・ダンバーによる『Kernewek Kemmyn – Cornish for the Twenty First Century』中でなされた。それに対する返答は2007年に行われた。

### 現代コーンウォール語
1980年代初頭、ナンスと協力していたリチャード・ジェンドールが、コーンウォール語が死に絶える直前の17世紀と18世紀の末期コーンウォール語作家の作品に基づいた新たな体系を発表した。現代コーンウォール語（Modern Cornish）または末期コーンウォール語（Late Cornish）とも呼ばれるこの変種は、より新しい、いくぶんより単純な文法構造と語彙、そして英語により影響された綴りを使用する。正書法には数多くの変更がなされている。現代コーンウォール語を振興する主要な団体はクッセル・アン・タヴァス・ケルヌアクである。

### コーンウォール語パートナーシップ
実際のところ、これらの異なる書記体系がコーンウォール語話者同士の効果的な意思疎通を妨げることはなかった。しかしながら、複数の正書法の存在は、教育および一般の生活においてコーンウォール語を使用することに関しては持続不可能だった。単一の正書法が広い総意を獲得することはなかった。2002年にヨーロッパ地方言語・少数言語憲章Part IIの下でコーンウォール語が認められ、続いてコーンウォール語パートナーシップ（CLP）が認められると、正書法を統一することが喫緊の課題となった。これに応えて、CLPは教育および一般生活で使用するための標準形について意見をまとめる作業を開始した。
2008年、既存の4つの型（統一コーンウォール語〔UC〕、修正統一コーンウォール語〔UCR〕、復興末期コーンウォール語〔RLC〕、ケルネウェク・ケンミン〔KK〕）を評価し、これらの既存の正書法のなかでどれがコーンウォール語の標準正書法として採用するのに適しているか、または新たな5つめの型を採用すべきかどうかを考慮するために、コーンウォール外からの社会言語学者と言語学者によって構成される独立したコーンウォール語評議会が作られた。2つのグループが歩み寄った正書法の提言を作成した。
- UdnFormScrefys（単一書記法）グループは、伝統的な正書法に基づいたケルノウェク・スタンダード（英語版）を策定し、提案した。この正書法は、綴りと発音の間に明確な関係性を有し、復興されたコーンウォール語の中期コーンウォール語方言と末期コーンウォール語方言の両方を考慮に入れている[2]。標準書記法（Standard Written Form、SWF）の発表以後、ケルノウェク・スタンダードはSWFへの一連の修正案となるように発展してきた。
- CLPの言語学作業部会の一員であるAlbert BockとBenjamin Bruchは、Kernowek Dasunys（再統一コーンウォール語）と呼ばれる別の正書法を提唱した。これは、UC、KK、RLC、およびUCR正書法を調和させようと務めたものだった[3]。この案はSWFのための情報源として使われたが、独立した正書法としては使われなかった。
- Kaskyrgh Kernewek Kemmyn（ケルネウェク・ケンミン運動）と呼ばれるグループは、新しい標準の創作に同意せず、既存のケルンネウェク・ケンミン正書法が標準となるべきであると主張した。

SWF作業は最終的に、既存の正書法は考慮するにはあまりにも争いが多く、すべてのグループが支持できるよう妥協した新しい正書法が必要であると判断した。

### 標準書記法
2008年5月9日、コーンウォール語パートナーシップは、議題の主要項目である「標準書記法」の仕様を策定した。統一コーンウォール語、修正統一コーンウォール語、ケルネウェク・ケンミン、および現代コーンウォール語の4つ全てのコーンウォール語グループがこの会合に出席した。提案された正書法に対する反応は言語グループ（Kowethas an Yeth Kernewek、Cussel an Tavaz Kernûak、Kesva an Taves Kernewek、およびAgan Tavas）によって様々であったが、多数派は解決と受け入れを望んだ。コーンウォール語パートナーシップは、これが「障壁を打ち破る機会を創出し、合意はコーンウォール語の重要な足がかりとなった」と述べた。
SWFを批准する投票が行われ、2008年5月19日、正書法が合意されたことが発表された。コーンウォール語パートナーシップの議長Eric Brookeは、「これは、コーンウォール語の発展における重要な足がかりとなります。やがて、この一歩を踏み出すことで、コーンウォール語がコーンウォールの人々の生活の一部となることができるようになるでしょう。」と述べた。標準書記法の第4かつ最終草案は2008年5月30日に作られた。
2009年6月17日、ゴールセズ・ケルノウの吟遊詩人たちは、大吟遊詩人ヴァネッサ・ビーマンの指導の下、圧倒的多数の賛成を得て、20年に及ぶ議論の末に、その式典と文書のためのSWFを採用した。大吟遊詩人ヘンリー・ジェンナーとモートン・ナンスのもとでは、初期の頃から統一コーンウォール語がゴールセズの式典に使われていた。

### ケルノウェク・スタンダード
ケルノウェク・スタンダード（標準コーンウォール語）は、SWFの改訂案である。これは、UdnFormScrefys（単一書記法）グループによって作られたSWFの初期案（現在はKS1と呼ばれる）に基づいている。SWFの使用の発表後、このグループの成員は、SWFの欠点を特定し、2013年に行われるSWFの再検討に向けた解決策を提案するためにSpellyansという新たなグループを作った。これらの改訂を適用した結果として生まれた正書法「ケルノウェク・スタンダード」は、聖書の版や包括的文法書『デスキー・ケルノウェク』（Desky Kernowek）など、多くの書籍で使用されてきた。

## 比較表
以下の表は異なる正書法、統一コーンウォール語（UC）、修正統一コーンウォール語（UCR）、ケルネウェク・ケンミン（KK）、復興末期コーンウォール語（RLC）、標準書記法（SWF）、ケルノウェク・スタンダード（KS）での一部のコーンウォール語の単語の綴りを比較している。
| UC            | UCR          | KK        | RLC            | SWF                | KS           | 英語         | 日本語                             |
| ------------- | ------------ | --------- | -------------- | ------------------ | ------------ | ------------ | ---------------------------------- |
| Kernewek      | Kernowek     | Kernewek  | Kernûak        | Kernewek, Kernowek | Kernowek     | Cornish      | コーンウォール語、コーンウォールの |
| gwenenen      | gwenenen     | gwenenenn | gwenen         | gwenenen           | gwenenen     | bee          | 蜂                                 |
| cadar, chayr  | chayr, cadar | kador     | cader, chair   | kador, cador       | chair, cadar | chair        | 椅子                               |
| kēs           | cues         | keus      | keaz           | keus               | keus         | cheese       | チーズ                             |
| yn-mēs        | yn-mēs       | yn-mes    | a-vêz          | yn-mes             | in mes       | outside      | 〜の外で                           |
| codha         | codha        | koedha    | codha          | kodha, codha       | codha        | (to) fall    | 落ちる                             |
| gavar         | gavar        | gaver     | gavar          | gaver              | gavar        | goat         | 山羊                               |
| chȳ           | chȳ          | chi       | choy, chi, chy | chi, chei          | chy          | house        | 家                                 |
| gwēus         | gwēus        | gweus     | gwelv, gweus   | gweus              | gweùs        | lip          | 唇                                 |
| aber, ryver   | ryver, aber  | aber      | ryvar          | aber               | ryver, aber  | river mouth  | 河口                               |
| nyver         | nyver        | niver     | never          | niver              | nyver        | number       | 数                                 |
| peren         | peren        | perenn    | peran          | peren              | peren        | pear         | 梨                                 |
| scōl          | scōl         | skol      | scoll          | skol, scol         | scol         | school       | 学校                               |
| megy          | megy         | megi      | megi           | megi, megy         | megy         | (to) smoke   | 煙を出す、喫煙する                 |
| steren        | steren       | sterenn   | steran         | steren             | steren       | star         | 星                                 |
| hedhyū        | hedhyw       | hedhyw    | hedhiu         | hedhyw             | hedhyw       | today        | 今日                               |
| whybana       | whybana      | hwibana   | wiban, whiban  | hwibana, whibana   | whybana      | (to) whistle | 口笛を吹く                         |
| whēl          | whēl         | hwel      | whêl 'work'    | hwel, whel         | whel         | quarry       | 石切場                             |
| lün           | luen         | leun      | lean           | leun               | leun         | full         | 満たした                           |
| arghans       | arhans       | arghans   | arrans         | arhans             | arhans       | silver       | 銀                                 |
| arghans, mona | mona, arhans | muna      | arghans, mona  | arhans, mona       | mona         | money        | 金                                 |